# Gazela Thomsonova
Gazela Thomsonova (Eudorcas thomsonii) je jedna z nejznámějších gazel. Své jméno získala po průzkumníkovi Josephu Thomsonovi a je známá také pod jeho přezdívkou „tommy“.
Gazely Thomsonovy obývají africké savany a lokalitní pastviny, zvláště v Serengeti, oblasti Keni a Tanzanie, ačkoli je můžeme zpozorovat i v Etiopii, Somálsku a v Súdánu. Živí se především nízkou vegetací a trávou. Většinu k životu nezbytné vody získávají gazely Thomsonovy z potravy, což jim umožňuje delší dobu přežívat v oblastech, kde není žádná větší vodní plocha. Populace ve volné přírodě se v současnosti odhaduje na přibližně 550 000 jedinců.

## Synonyma
- Gazella thomsonii
- Gazella thomsoni
- gazela masajská

## Popis

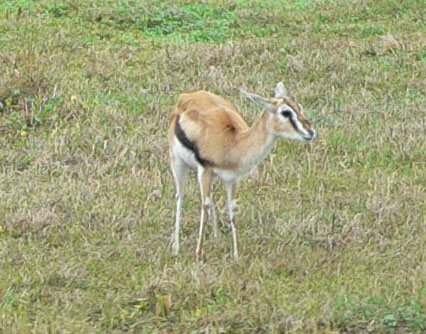

Gazely Thomsonovy jsou 60–90 cm vysoké, jejich tělo je dlouhé 80–110 cm a hmotnost se pohybuje mezi 13–16 kg. Srst na hřbetě má světle hnědou barvu a na bocích má černý pruh, který se táhne od přední až k zadní končetině. Břicho a okolí kolem řitního otvoru je bílé. Gazela Thomsonova bývá občas zaměňována se svou příbuznou gazelou Grantovu (Gazella granti), která jí je vzhledem poměrně dosti podobná. Mají také dlouhé a špičaté rohy, které jsou nepatrně zakřivené. Jejich ocas je 19–27 cm dlouhý a je zakončen černě. Tváře mají většinou bílé až na černý pruh na obou stranách, který se táhne od oka až téměř k čenichu. Gazely Thomsonovy jsou poměrně rychlá zvířata, což dokazuje i to, že při běhu před nebezpečím (zvláště gepardem) dokáží vyvinout rychlost 80 km/h.
Nápadné jsou i její vysoké skoky, při kterých má jak přední, tak i zadní končetiny natažené. Těmito skoky se gazela také pokouší často postrašit predátory, kteří by chtěli případně zaútočit na mláďata. Gazely Thomsonovy se často shromažďují spolu s jinými savci, zvláště s pakoni a zebrami, přičemž využívají vzájemné ostražitosti.

## Způsob života

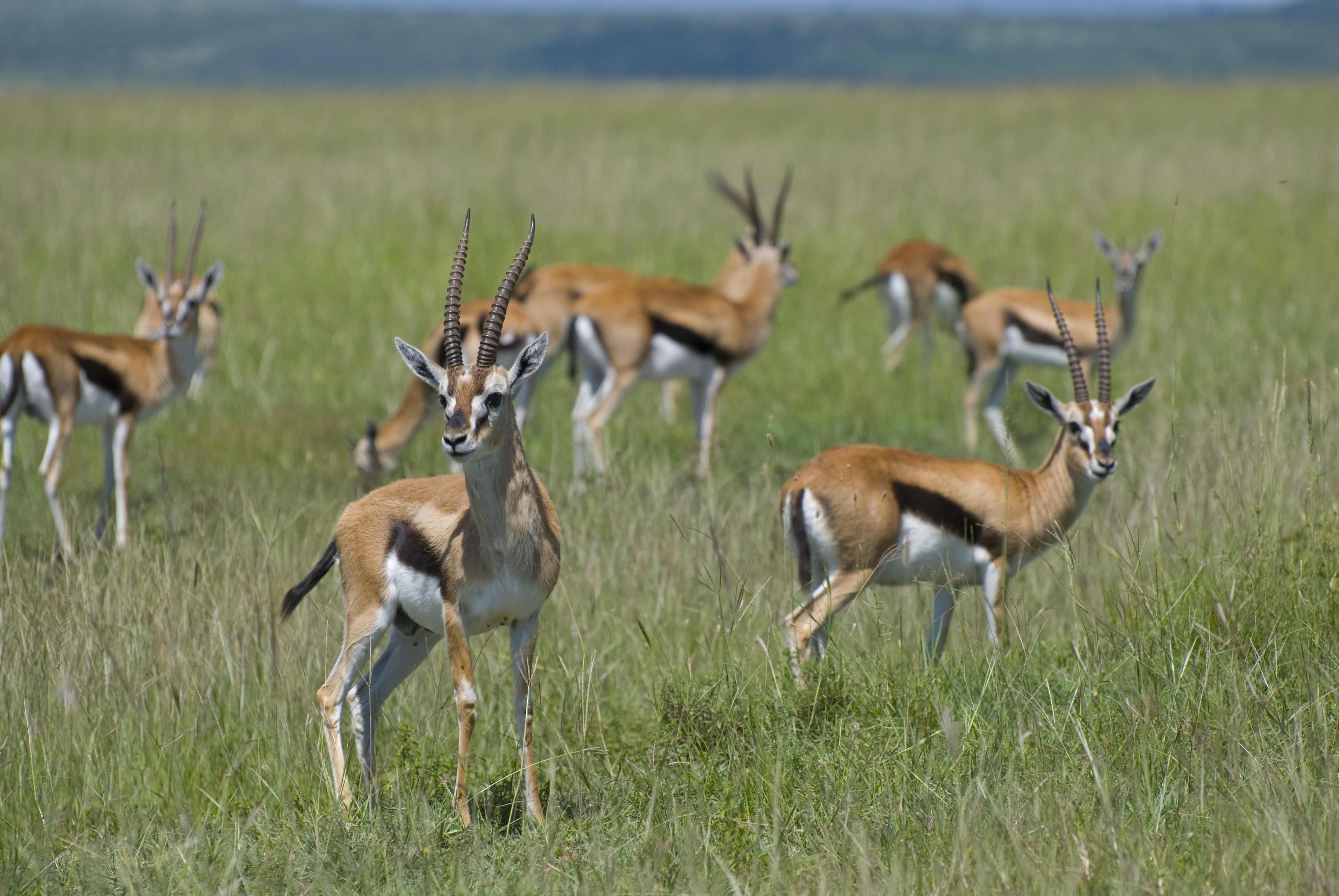
Stádo gazel Thomsonových v Masai Mara, Keňa.

Gazely Thomsonovy se stejně jako ostatní gazely zdržují ve skupinách, které dělíme na několik druhů. První skupinou bychom mohli označit tzv. mládenecké skupiny, které tvoří několik nedospělých samců a které mohou čítat 5 až 200 jedinců. Další skupinou jsou skupiny samčí, které cestují přes skupiny samců. Nejznámější jsou však skupiny dospělých zvířat, které jsou tvořeny 1 samcem a 5 až 65 samicemi s mladými mláďaty. Samci mezi sebou často bojují a k boji používají své dlouhé rohy a snaží se si urvat nové území. To má za následek fakt, že se hranice teritorií mění téměř denně a samci si svá teritoria, která si značí močí nebo trusem, ale i odhrabáváním a rozrýváním půdy a cucháním keřů rohy, případně výměškem pachových žláz, tvrdě brání.
Za potravou se vydávají převážně brzo ráno a večer, kdy hledají převážně trávu, která tvoří celkem 90 % jejich potravy, v menší míře se živí i listy.
Před samotným pářením je období námluv, které může trvat circa 5 až 45 minut. Během této doby samec honí samici, než mu samice povolí spojit se s ní. Samice rodí po 5–6 měsících březosti jediné mládě, které se několik měsíců drží u své matky. Samice mohou mít ročně i dva vrhy, čímž se odlišují od většiny turovitých.
V přírodě se mohou gazely Thomsonovy dožít i 10–15 let. Jejich hlavními predátory jsou převážně velké kočkovité šelmy (lvi, levharti), hyeny, psi hyenovití nebo paviáni, občas se stávají přednostní kořistí gepardů. I přesto, že dokážou gepardi vyvinout vyšší rychlost než gazela, gazely Thomsonovy více a rychleji kličkují, díky čemuž se jim podaří nepříteli celkem často uniknout v dlouhých pronásledováních. Téměř polovina kolouchů padne kořistí nejrůznějším dravcům, než dosáhnou dospělosti. Gazely Thomsonovy jsou loveny i místními domorodci, pro které představují důležitý zdroj potravy.